# Ingram Crockett
Ingram Crockett (ur. 1856, zm. 1936) – poeta amerykański. Urodził się 10 lutego 1856 w Henderson County w stanie Kentucky. Jego rodzicami byli John Watkins Crockett (1818-1874) i Louisa M. Ingram Crockett (1828-1870). Ożenił się z Mary Cameron Stites (1864 - 1955). Wydał A Brother of Christ (1905), Beneath Blue Skies And Grey (1900), A Year Book of Kentucky Woods and Fields (1901), The Magic Of The Woods and Other Poems (1908) i The Greeting and Goodbye of The Birds (1912).